# 212 Eskadra Bombowa

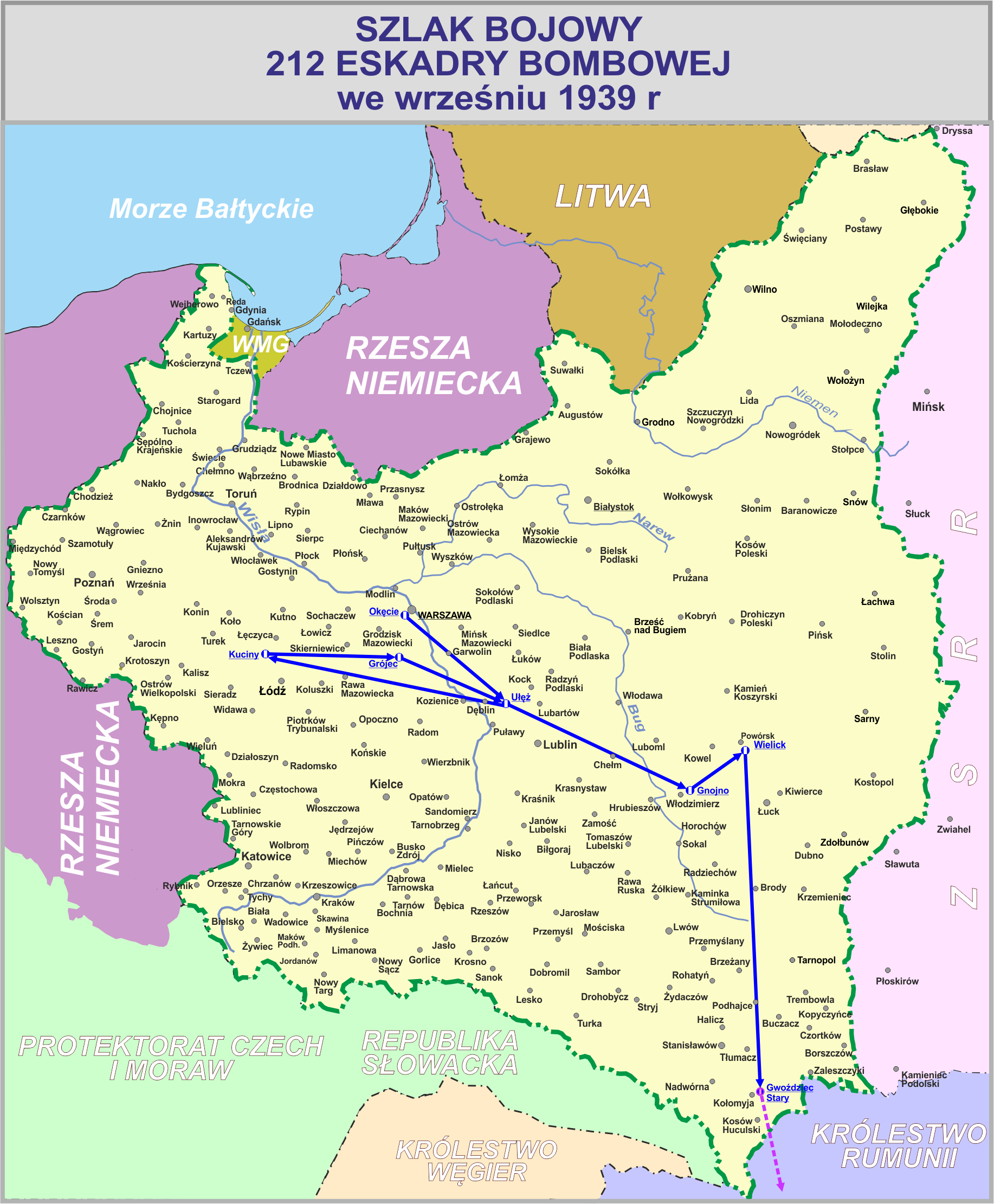

212 eskadra bombowa (niszczycielska nocna) – pododdział lotnictwa bombowego Wojska Polskiego w II Rzeczypospolitej.
Sformowana w 1929 jako 212 eskadra niszczycielska nocna. W 1932 eskadrę przemianowano na 212 eskadrę bombową nocną.
We wrześniu 1939 eskadra walczyła w składzie Brygady Bombowej.
Godło eskadry: złote gwiazdy Wielkiej Niedźwiedzicy.

## Formowanie, zmiany organizacyjne i szkolenie
212 eskadra niszczycielska nocna sformowana została na lotnisku Okęcie, na podstawie rozkazu L.dz 238/29 z 17 maja 1929. Rozkaz określał numerację, podległość i nazwę tworzącej się jednostki. Eskadra zajęła miejsce 13 eskadry liniowej przesuniętej do I dywizjonu liniowego i weszła w skład II dywizjonu niszczycielskiego nocnego 1 pułku lotniczego. 
Rozkazem dziennym 1 pułku lotniczego nr 210/29 z 13 września 1929 rozpoczęto praktyczną organizację eskadry. Personel latający i naziemny, pochodził z nadwyżek etatowych innych pododdziałów pułku. Z czasem obsadę uzupełniono absolwentami szkół lotniczych oraz ochotniczym naborem z innych pułków. Etat samolotów wynosił 6 sztuk.
W listopadzie 1929 załogi otrzymały trzy samoloty Farman F-68 Goliath.
Ze względu na brak wyszkolonych pilotów dla tego typu jednostek, w okresie 5 maja – 28 czerwca 1930 zorganizowano dla eskadry kurs pilotażu nocnego.
Pierwszą szkołę ognia lotniczego odbyto latem 1930 na poligonie Grudziądz–Grupa. Podczas szkolenia przydzielono eskadrze 3 samoloty Fokker F-VIIB/3m.
3 maja 1931 klucz eskadry w składzie 3 samolotów Farman po raz pierwszy wziął udział w defiladzie powietrznej. W czerwcu załogi odleciały do Krakowa w celu odbycia szkoły ognia lotniczego na Pustyni Błędowskiej. Ćwiczenia taktyczne wykonano we wrześniu na poligonie Grudziądz. W drugiej połowie roku eskadra otrzymała 2 Fokkery. Do końca 1931 pododdział przezbrojony został całkowicie w samoloty Fokker F.VIIB/3m.
W 1932 szkołę ognia odbyto na przełomie maja i czerwca, a w sierpniu eskadra uczestniczyła w ćwiczeniach taktycznych jednostek lotniczych. W tym czasie jednostkę przemianowano na 212 eskadrę bombową nocną.
Zimą 1933 załogi przeprowadzały nocne bombardowania bombami cementowymi na poligonie Modlin. Uzyskano dobre wyniki. Szkolenie letnie zorganizowano natomiast  na poligonie Toruń-Podgórz.
Podobnie przebiegało szkolenie w roku następnym. Ponadto eskadra wzięła udział w specjalistycznych ćwiczeniach lotniczych zakończonych koncentracją na lotnisku Okęcie i paradą powietrzną nad Warszawą.
W 1935 załogi 212 eskadry ćwiczyły w ramach obrony przeciwlotniczej kraju. Rozkazem dziennym 173/35 z 2 sierpnia eskadrze przydzielono numery taktyczne od 88 do 93.
Ćwiczenia zimowe w 1936 odbyto na poligonie Modlin, a szkołę ognia zrealizowano w czerwcu startując z lotniska krakowskiego. Z początkiem sierpnia odbyła się duża koncentracja jednostek lotniczych na warszawskim węźle lotnisk. Po zakończeniu ćwiczeń odbyła się rewia powietrzna nad stolicą. W ćwiczeniach i defiladzie brała również udział 212 eskadra w składzie 6 Fokkerów.
W roku 1937 program szkolenia i doskonalenia załóg był podobny jak w latach ubiegłych.
Powołanie w październiku V dywizjonu bombowego spowodowało liczne zmiany personalne i organizacyjne. Wiosną 1938 dla celów szkoleniowych eskadra otrzymała samoloty PZL.23 Karaś na których uczestniczyła w wielkich manewrach letnich wojsk lądowych na Wołyniu.
W październiku eskadra otrzymała pierwsze samoloty PZL.37 Łoś, a 8 grudnia na Okęciu odbyło się przekazanie 212 eskadrze samolotu „Łoś” zakupionego przez pracowników banków.

## Działania eskadry w 1939
W okresie wzrastającego zagrożenia ze strony III Rzeszy, w marcu 1939 nastąpiła kolejna reorganizacja lotnictwa bombowego. II/1 dywizjon bombowy nocny został przemianowany na 210 dywizjon bombowy, a 212 eskadra pozostała w jego składzie. Z dywizjonu odeszła 213 eskadra bombowa, która przeformowana została w „eskadrę ćwiczebno–bombową”. Etat w typowej eskadrze bombowej zwiększono do 9 samolotów.
W tym okresie nastąpiła wymiana samolotów PZL-37A na PZL-37B.
Szkołę ognia lotniczego odbyły załogi na poligonie koło Brześcia, a w drugiej połowie czerwca przydzielono do eskadry 9 podchorążych – absolwentów Szkoły Podchorążych Lotnictwa w Dęblinie.
O 4.00 2 lipca dziewięć załóg eskadry wystartowało do lotu okrężnego po trasie Warszawa–Wilno–Lwów–Kraków–Poznań–Warszawa. Powrót nastąpił tego samego dnia o 20.00.

### Mobilizacja eskadry
Mobilizację eskadra przeprowadziła w dniach 24 i 25 sierpnia na lotnisku Okęcie. 26 sierpnia w okolice Lublina wyjechał rzut kołowy eskadry. Z uwagi na nieprzydatność polowego lotniska, rzut kołowy przesunięto na lotnisko Ułęż. Tam też przyleciało 9 samolotów „Łoś” i 1 Fokker 212 eskadry.

### Walki eskadry we wrześniu 1939
W kampanii wrześniowej 1939 walczyła w składzie X dywizjonu Brygady Bombowej. Na uzbrojeniu posiadała dziewięć samolotów PZL.37 Łoś A bis i B oraz jeden samolot Fokker F.VIIB/3m.
1 września we wczesnych godzinach rannych dowódca dywizjonu na zbiórce personelu potwierdził rozpoczęcie wojny polsko-niemieckiej. Nastąpiła zmiana numeracji eskadry na 12 eskadrę bombową. W pierwszym dniu wojny lotów bojowych nie było.
2 września dowódca brygady płk dypl. obs. Władysław Eugeniusz Heller polecił wykonanie rozpoznania broni pancernej nieprzyjaciela i bombardowania na kierunku Częstochowa–Wieluń. Zadanie powierzono dowódcy klucza rozpoznawczego eskadry por. Lekszyckiemu. Wystartowały jednak tylko załogi por. Gumkowskiego i por. Jakubowskiego. Z powodu awarii silnika samolotu por. Lekszycki nie poleciał.
Swój pierwszy lot bojowy tak wspomina członek pierwszej załogi, kpr. strz. Benedykt Molik: 

„... 2 września 1939 roku moja załoga brała udział w pierwszym ataku na kolumny pancerne pod Wieluniem. Po starcie mieliśmy pożar w komorze bombowej (prawdopodobnie krótkie spięcie instalacji elektr.). Po 10 minutach dym się skończył w kabinie. Nad kolumną pancerną w czasie bombardowania postrzelili nam prawy silnik i na jednym motorze wracaliśmy do Ułęża. Pilot zdecydował lądować na Okęciu, gdzie można było zmienić silnik. Lądowaliśmy przed wieczorem. Rychło rano 3 września Dorniery bombardowały Okęcie i nasz „Łoś” został zniszczony. W Państwowych Zakładach Lotniczych próbowano nam przygotować bombowiec „Żubr", ale nic z tego nie wyszło, gdyż 4 września rozpoczęto ewakuację Okęcia.

Natomiast załoga por. Jakubowskiego dotarła aż nad Wrocław, zrzucając bomby na dworzec kolejowy.
3 września eskadra przegrupowała się na lotnisko Kuciny. Po wylądowaniu załogi musiały zająć się zabezpieczeniem technicznym samolotów, gdyż podstawowa część rzutu kołowego pozostała w Ułężu, a czołówka techniczna odleciała Fokkerami do Gnojna. Powtórne przegrupowanie rzutu technicznego i loty transportowe po sprzęt techniczny niezbędny do obsługi samolotów trwały do 4 września.
W tym dniu, w godzinach rannych, załogi por. obs. Dymka i por. obs. Jakubowskiego rozpoznawały ruchy jednostek pancerno-motorowych na drogach w rejonach Kalisza i Częstochowa-Radomsko. Na sygnał radiowy od grupy rekonesansowej wystartowały pozostałe samoloty 212 eskadry. Część załóg bombardowała niemieckie kolumny pancerne na szosie Wieluń–Rusiec, a pozostałe atakowały oddziały zmotoryzowane w rejonie Kłomnicy. Załogi wróciły na macierzyste lotnisko bez strat.
Około 13.00 nastąpił ponowny start 5 „Łosi”. Obrzucono bombami, odbudowywany przez Wehrmacht, most na Warcie w rejonie Rychłocic, znajdujący się na osi marszu kolumny zmotoryzowanej. Z wyprawy powrócił tylko jeden samolot. Nie powróciły załogi por. Lekszyckiego, por. Żukowskiego,  Bykowskiego i ppor. Dzika.
Ostatnią walkę klucza por. obs. Żukowskiego tak relacjonuje naoczny świadek:

Walka powietrzna 3-ch samolotów typu „Łoś” z pięcioma samolotami niemieckimi odbyła się 4 września 1939 roku około godziny 13.00. Kierunek lotu – północno-zachodni - południowy wschód, przybliżona wysokość lotu samolotów – 700 m. Obserwując przebieg walki zauważyłem, że samoloty polskie paliły się. Z jednego z lecących nad terenem wsi Śladkowice i palących się samolotów wyskoczyło 2 członków załogi. Żołnierze ci uratowali się, chociaż byli ostrzeliwani przez Niemców. Opisywany polski samolot wylądował w rejonie wsi Dłutówek (na terenie młodego lasu w odległości około 6 km od wsi Śladkowice), a 2 pozostałych członków załogi również uratowało się, jakkolwiek byli poparzeni. Samolot ten leciał z prawej strony klucza. Drugi samolot lecący na czele klucza, zestrzelony nad wsią Śladkowice, upadł na grunt mieszkańca tej wsi Stefana Dychto. Zginęła cała załoga tego samolotu, który uderzył w ziemię prawie pionowo. Jeden z lotników wyskoczył, ale było już za nisko, tak że spadochron się nie rozwinął. Lotnik ten poniósł śmierć na miejscu, a pozostałych trzech w płonącym samolocie. Trzeci samolot upadł na łąkach w rejonie wsi Patoki (około 8 km od wsi Śladkowice) i wpadł do urobiska po torfie. Samolot ten również płonął. Z załogi uratował życie tylko jeden lotnik, który wyskoczył na spadochronie (rannego zabrało polskie wojsko). Pozostali trzej zginęli na miejscu wypadku. Na terenie majątku Dłutów stacjonowała jednostka artylerii przeciwlotniczej oraz lotnisko polowe samolotów myśliwskich. Dowódcy jednostki zameldowałem o tragedii polskich samolotów i przekazałem ustalone dane personalne lotników poległych w Śladkowicach ...”

W tym samym czasie nalot bombowy na lotnisko Kuciny zniszczył „Łosia” kpt. Wołkowińskiego. Ciężko ranny dowódca 212 eskadry został odwieziony do szpitala w Łodzi. Obowiązki przejął kpt. Jan Baliński. W ciągu jednego dnia eskadra straciła bezpowrotnie cztery załogi, w tym dowódcę jednostki, i 5 samolotów. Z pozostałych trzech samolotów jeden miał przestrzeloną ramę silnika i nie nadawał się do wykonywania zadań bojowych.
Wykorzystując przerwę w niemieckich nalotach na lotnisko, załogi por. por. Dymka, Jakubowskiego i Szponarowicza odleciały na lądowisko pod Grójcem. Wracając do Kucin z rozkazami dla dywizjonu, por. Szponarowicz, zniszczył „Łosia” 211 eskadry bombowej.
O zmroku wylądowały w Kucinach 2 Fokkery z mechanikami i sprzętem. Trwała ewakuacja ludzi i sprzętu do Ułęża i na lotnisko Sokolniki, gdzie stacjonowała też 32 eskadra rozpoznawcza. Pozostały w Kucinach personel zajął pozycje obronne w obawie przed atakiem dywersantów.
5 września został zaatakowany i zestrzelony Fokker z nowo mianowanym dowódcą 212 eskadry – kpt. obs. Balińskim. Ciężko ranny dowódca zmarł w drodze do szpitala. Obowiązki dowódcy eskadry przejął por. obs. Szponarowicz. W ciągu dnia ewakuowano całkowicie personel i sprzęt z tak niefortunnie wybranego lotniska, które leżąc pośród wsi niemieckich i znajdując się na trasie lotów wypraw Luftwaffe na Łódź i Warszawę było łatwym obiektem do rozpoznania.
6 września samoloty odleciały na lotnisko Gnojno-Owadno. Tam do 12 września eskadra porządkowała stany, uzupełniając załogi oraz naprawiając sprzęt. 
9 września dotarły do eskadry z Pińska 3 „Łosie”, ale bez kompletu przyrządów pokładowych i uzbrojenia. Elementy wyposażenia uzupełnili specjaliści z Państwowych Zakładów Lotniczych w Mielcu.
10 września załoga por. obs. Gumkowskiego poleciała na rozpoznanie niemieckiej kolumny pancernej w rejon Jarosław–Przeworsk. W locie powrotnym na skutek pobłądzenia i zapadających ciemności załoga ewakuowała się na spadochronach w rejonie Uściługa wracając w dniu następnym do jednostki. Podczas skoku zginął kpr. Stanisław Biliński.
11 września jeden Me-109 zaatakował załogę pchor. obs. Rajcherta w rejonie Rawy Ruskiej. Atak odparty został ogniem broni pokładowej. W dniu następnym załoga pchor. obs. Owczarskiego wykonała lot patrolowy w rejonie Gnojno–Owadno–Mogiłno. Nie wykryto kolumn pancernych.
13 września po południu załoga por. obs. Szponarowicza poprowadziła klucz 3 „Łosi” na rozpoznanie niemieckich związków pancerno-motorowych na szosach Włodzimierz Wołyński–Chełm–Hrubieszów–Lubartów–Zamość. Na drodze Zamość–Hrubieszów, wykryto długą kolumnę pojazdów pancernych dochodzących do  Werbkowic. Po zrzuceniu bomb załogi wróciły do bazy.
14 września samoloty eskadry odleciały na lotnisko Wielick. W dniu następnym załoga pchor. Jerzego Goldhaara rozpoznawała rejon Sokala i Rawy Ruskiej, a  eskadra otrzymała jednego, nie w pełni wyposażonego „Łosia”. 16 września nastąpiło przesunięcie na lądowisko Gwoździec Stary. Zadań bojowych nie wykonywano.
17 września po południu trzy samoloty eskadry odleciały do Rumunii. W dniu następnym rzut kołowy starł się pod Dubnem z oddziałami Armii Czerwonej. W walce został ciężko ranny por. Jan Gumkowski. Odwieziony do szpitala w Dubnie zmarł następnego dnia. Część taboru i personelu wydostała się z okrążenia, przekraczając granicę polsko–rumuńską.
| Działania eskadry | Działania eskadry | Działania eskadry | Działania eskadry |
| ----------------- | --- | --- | --- |
|                   | Loty bojowe | Tonaż bomb | Zestrzelenia |
| 21                | 16 ton | 1 samolot Me-109 | |
| Straty eskadry    | | | |
| Polegli           | kpt. Baliński, por. Gumkowski, por. Lekszycki, por. Żukowski, ppor. Bykowski, sierż. Siwik, kpr. Gargol, kpr. Kramarczyk, kpr. Wojdat, kpr. Zimmerman, kpr. st. szer. Stepnowski | kpt. Baliński, por. Gumkowski, por. Lekszycki, por. Żukowski, ppor. Bykowski, sierż. Siwik, kpr. Gargol, kpr. Kramarczyk, kpr. Wojdat, kpr. Zimmerman, kpr. st. szer. Stepnowski | kpt. Baliński, por. Gumkowski, por. Lekszycki, por. Żukowski, ppor. Bykowski, sierż. Siwik, kpr. Gargol, kpr. Kramarczyk, kpr. Wojdat, kpr. Zimmerman, kpr. st. szer. Stepnowski |
| Ranni             | kpt. Wołkowiński, pchor. pchor. Mazak, Ostrowski, kpr. Kaczmarek, kpr. Wrzeszcz                                                                                                  | kpt. Wołkowiński, pchor. pchor. Mazak, Ostrowski, kpr. Kaczmarek, kpr. Wrzeszcz                                                                                                  | kpt. Wołkowiński, pchor. pchor. Mazak, Ostrowski, kpr. Kaczmarek, kpr. Wrzeszcz                                                                                                  |
| Zaginieni         | ppor. Dzik; pchor. Augustyński, pchor. Białoskórski; sierż. Serafin; kpr. Biliński, kpr. Aleksander Danielak                                                                     | ppor. Dzik; pchor. Augustyński, pchor. Białoskórski; sierż. Serafin; kpr. Biliński, kpr. Aleksander Danielak                                                                     | ppor. Dzik; pchor. Augustyński, pchor. Białoskórski; sierż. Serafin; kpr. Biliński, kpr. Aleksander Danielak                                                                     |
| Samoloty          | | | |
| Stan              | Uzupełnienie | Zniszczone | Ewakuacja |
| 9 PZL.37 Łoś      | 4 | 10 | 3 |

## Personel eskadry
| Stopień   | imię i nazwisko             | Okres pełnienia służby   |
| --------- | --------------------------- | ------------------------ |
| kpt. obs. | Stanisław Luziński          | od 13 IX 1929            |
| kpt. pil. | Jakub Kosiński              | od 17 IV 1931            |
| kpt. pil. | Tadeusz Wójcicki            | od 7 XI 1932             |
| kpt. pil. | Stanisław Grodzicki         | od 1 XI 1937             |
| kpt. pil. | Stanisław Taras-Wołkowiński | 10 VIII 1938 - 4 IX 1939 |
| kpt. obs. | Jan Baliński                | 4 IX 1939 - 5 IX 1939    |
| por. obs. | Ignacy Szponarowicz         | 5 IX 1939 - 17 IX 1939   |

| Stanowisko         | Stopień, imię i nazwisko         | Stopień, imię i nazwisko         |
| ------------------ | -------------------------------- | -------------------------------- |
| dowódca eskadry    | kpt. Stanisław Wołkowiński       | kpt. Stanisław Wołkowiński       |
| zastępca dowódcy   | kpt. Jan Baliński                | kpt. Jan Baliński                |
| oficer techniczny  | ppor. Wilhelm Michalik           | ppor. Wilhelm Michalik           |
| starszy obserwator | por. Ignacy Szponarowicz         | por. Ignacy Szponarowicz         |
| obserwator         | por. Tadeusz Piotr Dymek         | por. Tadeusz Piotr Dymek         |
| obserwator         | por. Franciszek Jakubowski       | por. Franciszek Jakubowski       |
| obserwator         | por. Witold Żurawski             | por. Witold Żurawski             |
| obserwator         | por. Kazimierz Witold Żukowski   | por. Kazimierz Witold Żukowski   |
| obserwator         | por. Jan Gumkowski               | por. Jan Gumkowski               |
| obserwator         | por. Jan Kazimierz Lekszycki     | por. Jan Kazimierz Lekszycki     |
| obserwator         | por. Bronisław Zapaśnik          | por. Bronisław Zapaśnik          |
| obserwator         | ppor. piech. Mieczysław Bykowski | ppor. piech. Mieczysław Bykowski |
| obserwator         | ppor. art. Kazimierz Piotr Dzik  | ppor. art. Kazimierz Piotr Dzik  |

| Dowództwo eskadry | Dowództwo eskadry | Dowództwo eskadry |
| Stanowisko | Stopień, imię i nazwisko | Stopień, imię i nazwisko |
| --- | --- | --- |
| dowódca eskadry | kpt. pil. Stanisław Taras-Wołkowiński | kpt. pil. Stanisław Taras-Wołkowiński |
| oficer taktyczny eskadry | kpt. obs. Jan Baliński | kpt. obs. Jan Baliński |
| oficer techniczny eskadry | pchor. rez. techn. Stanisław Madejski | pchor. rez. techn. Stanisław Madejski |
| szef mechaników eskadry | st. majster wojskowy Marian Mańkowski | st. majster wojskowy Marian Mańkowski |
| szef administracyjny eskadry | sierż. Józef Szewerniak | sierż. Józef Szewerniak |
| Załogi samolotów | | |
| Obserwatorzy | Piloci | Strzelcy pokładowi |
| por. Tadeusz Dymek por. Jan Gumkowski por. Franciszek Jakubowski por. Jan Kazimierz Lekszycki por. Ignacy Szponarowicz por. Kazimierz Żukowski ppor. Mieczysław Bykowski ppor. Kazimierz Dzik pchor. Julian Augustyński pchor. Jerzy Białoskórski pchor. Jerzy Goldhaar pchor. Tadeusz Owczarski pchor. Karol Reichert | por. Wacław Butkiewicz pchor. Feliks Mazak (Jan Żarnowski) pchor. Michal Ostrowski sierż. Józef Siwik plut. Mieczysław Adamiecki plut. Czesław Dziekoński plut. Stanisław Jensen plut. Franciszek Zaremba kpr. Kazimierz Kaczmarek kpr. Czesław Mateuszuk | sierż. Władysław Serafin kpr. Stanisław Biliński kpr. Bogusław Budzyński kpr. Aleksander Danielak kpr. Tadeusz Egierski kpr. Marian Gargol kpr. Konstanty Gołębiowski kpr. Władysław Graczyk kpr. Jan Hejnowski kpr. Władysław Kramarczyk kpr. Benedykt Molik kpr. Marian Pajor kpr. Rajmund Pokrzywa kpr. Czesław Pospieszyński kpr. Marian Przybylski kpr. Andrzej Reiss kpr. Mieczysław Skierczyński kpr. Leonard Szczepański kpr. Walenty Wasilewski kpr. Władysław Wojdat kpr. Stanisław Wrzeszcz kpr. Stanisław Zieliński kpr. Lucjan Zimmerman st. szer. Aleksander Stepnowski |

## Samoloty eskadry
Uzbrojenie eskadry w 1939 stanowiło 9 samolotów bombowych PZL.37B Łoś i 1 samolot transportowy Fokker F.VIIB/3m.

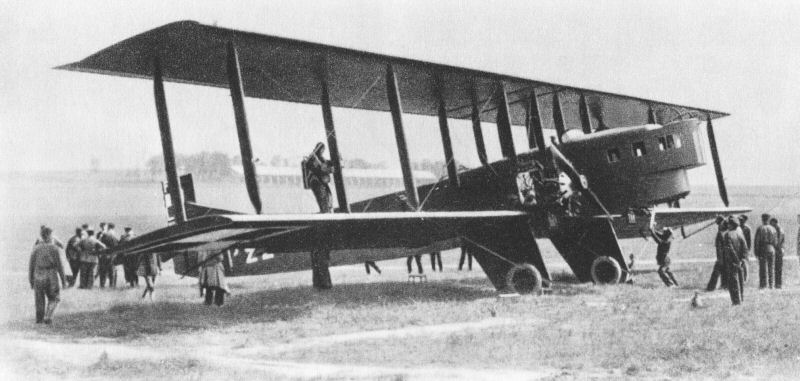
Farman F-68 Goliath
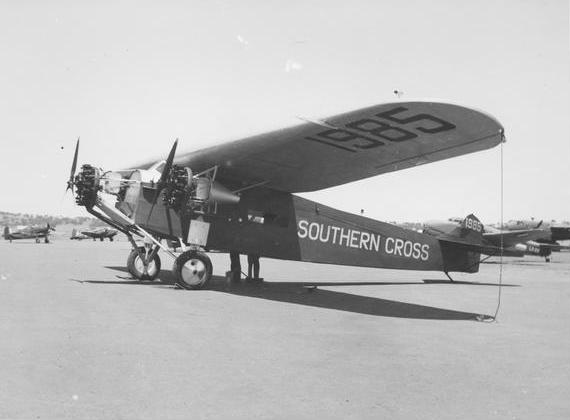
Fokker F.VII
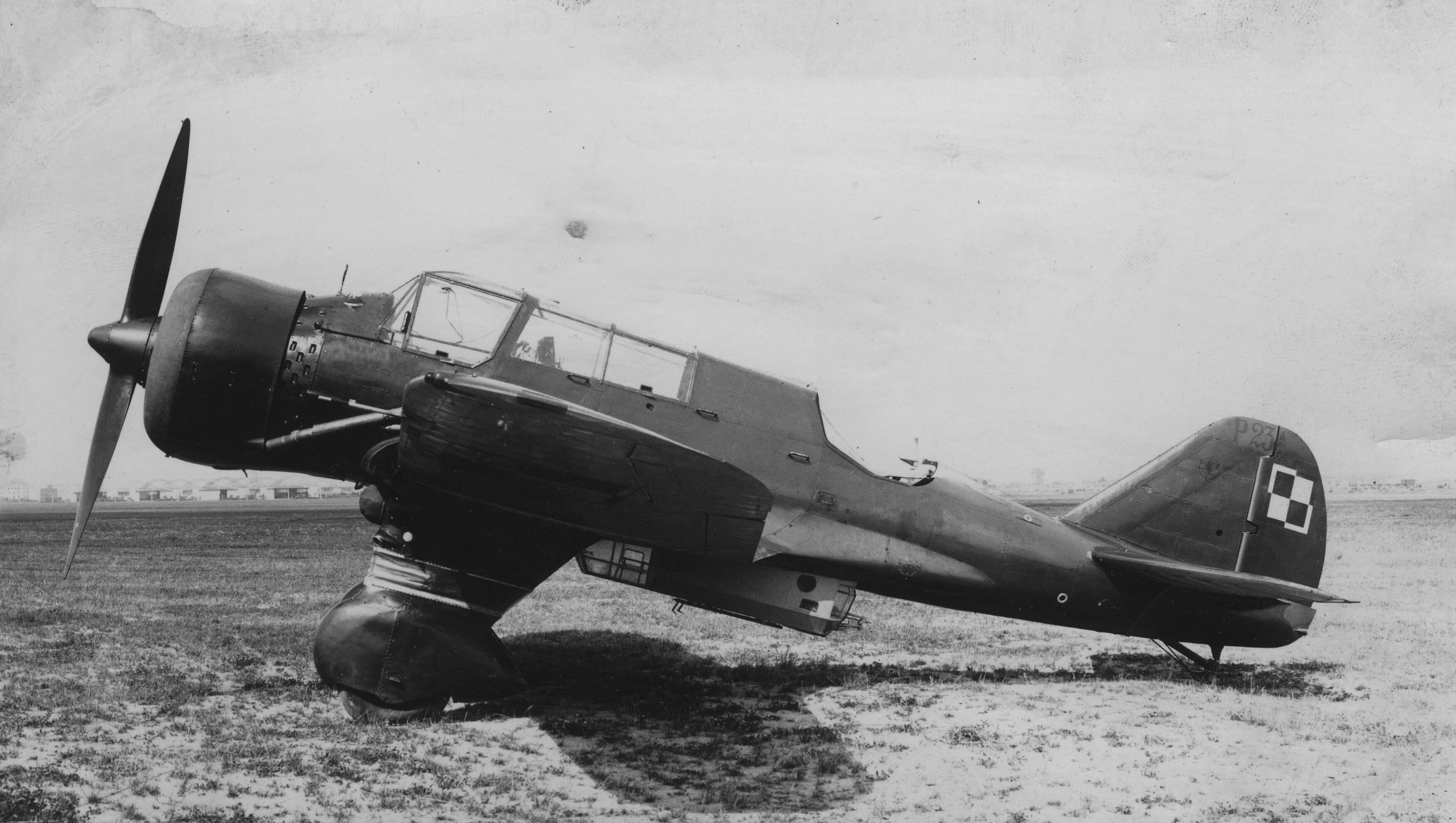
PZL.23 Karaś
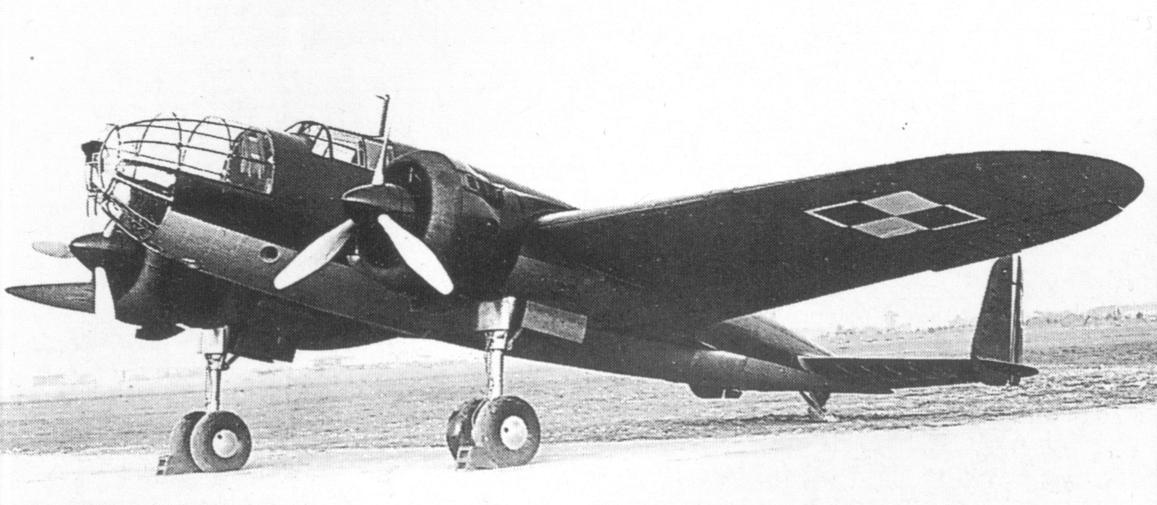
PZL.37 Łoś

## Wypadki lotnicze
W okresie funkcjonowania eskadry miały miejsce następujące wypadki lotnicze zakończone obrażeniami lub śmiercią pilota:
- 27 marca 1939 podczas lotu szkoleniowego zginęła załoga: por. obs. Jan Wojtowicz, plut. pil. Władysław Grabowski, kpr. strz. samol. Stefan Nowacki i kpr. strz. samol. Michał Zawitkowski.